# Rosebud (Band)
Rosebud war eine US-amerikanische Folk-Rock-Gruppe mit Neigung zum Country-Rock, die 1971 ihr einziges Album gleichen Namens herausbrachte.
Zu Rosebud gehörten Judy Henske (Gesang), Jerry Yester (Gitarre, Gesang), Craig Doerge (Keyboard, Gesang), John Seiter (Schlagzeug, Gesang) und David Vaught (Bass). Henske und Yester, damals verheiratet, hatten zuvor als Duo das psychedelische Album Farewell Aldebaran veröffentlicht (1969), dessen Texte und Musik fast vollständig von den beiden stammten.
Rosebud war hingegen eine Band, an deren Musik alle Mitglieder beteiligt waren. Während Farewell Aldebaran recht experimentell gewesen war, blieb das Album Rosebud eher massentauglich. Dennoch waren beide Alben von Yester produziert worden.
Kurz nach Erscheinen des Albums trennten sich Henske und Yester, womit auch die Gruppe Rosebud auseinanderbrach. Henske heiratete Craig Doerge und zog sich für lange Zeit von der Bühne zurück. Yester arbeitete weiterhin als Produzent, unter anderem für Tom Waits, und trat gelegentlich als Musiker auf. Doerge wurde ein begehrter Studiomusiker.
Das Stück Salvation wurde in Frankreich unter dem Namen Sauvez-moi ein Hit für Johnny Hallyday (1972).